# Décès en janvier 2023
Décès
- 2019
- 2020
- 2021
- 2022
- 2023
- 2024
- 2025
- 2026
- 2027

Pour une information complémentaire, voir la page d'aide.

| Date           | Nom                              | Activités | Âge   | Source |
| -------------- | -------------------------------- | --- | ----- | ------ |
| 1er janvier    | Jean-Jacques Antier              | Historien militaire, journaliste et écrivain français.                                                                  | 94    |        |
| 1er janvier    | Gangsta Boo                      | Rappeuse américaine. | 43    | (en)   |
| 1er janvier    | Martin Davis                     | Mathématicien américain.                                                                                                | 94    | (en)   |
| 1er janvier    | Ghislain Lebel                   | Homme politique québécois.                                                                                              | 76    |        |
| 1er janvier    | Elizabeth Livingstone            | Théologienne britannique.                                                                                               | 93    |        |
| 1er janvier    | Frank McGarvey                   | Footballeur international écossais.                                                                                     | 66    | (en)   |
| 1er janvier    | Art McNally                      | Personnalité du monde du sport américain.                                                                               | 97    | (en)   |
| 1er janvier    | Lise Nørgaard                    | Journaliste, écrivaine et scénariste danoise.                                                                           | 105   | (da)   |
| 1er janvier    | Bob Rivard                       | Joueur canadien de hockey sur glace.                                                                                    | 83    | (en)   |
| 1er janvier    | Christiane Ufholz                | Chanteuse allemande. | 75    | (de)   |
| 1er janvier    | Fan Weitang                      | Ingénieur et homme politique chinois.                                                                                   | 85    | (zh)   |
| 1er janvier    | Zhu Zushou                       | Diplomate chinois. | 77    | (zh)   |
| 2 janvier      | Alain Acart                      | Céiste français. | 71    | (pt)   |
| 2 janvier      | Ken Block                        | Pilote automobile américain.                                                                                            | 55    |        |
| 2 janvier      | Suzy McKee Charnas               | Romancière et nouvelliste américaine.                                                                                   | 83    | (en)   |
| 2 janvier      | Catherine David                  | Romancière, essayiste, critique littéraire et pianiste amateur franco-américaine.                                       | 73    |        |
| 2 janvier      | Jean Desvilles                   | Réalisateur, producteur, scénariste et peintre français.                                                                | 91    |        |
| 2 janvier      | Victor Fainberg                  | Dissident russe du régime soviétique.                                                                                   | 91    | (ru)   |
| 2 janvier      | Frank Galati                     | Réalisateur, écrivain et acteur américain.                                                                              | 79    | (en)   |
| 2 janvier      | François Geindre                 | Homme politique français.                                                                                               | 76    |        |
| 2 janvier      | Amélie Kuhrt                     | Historienne britannique.                                                                                                | 78    | (en)   |
| 2 janvier      | Jean Nehr                        | Acteur français. | 93    |        |
| 2 janvier      | Abderrahim Tounsi                | Humoriste marocain. | 86    |        |
| 3 janvier      | Jean-Marie André                 | Professeur de chimie théorique et de chimie physique belge.                                                             | 78    |        |
| 3 janvier      | Karim Bennani                    | Peintre et dessinateur marocain.                                                                                        | 87    |        |
| 3 janvier      | Alberto Borin                    | Homme politique belge.                                                                                                  | 82    |        |
| 3 janvier      | Danièle Brun                     | Psychologue, professeure émérite de psychologie et psychanalyste française.                                             | 84    |        |
| 3 janvier      | Walter Cunningham                | Astronaute américain.                                                                                                   | 90    | (en)   |
| 3 janvier      | Elena Huelva                     | Militante espagnole pour la lutte contre le cancer.                                                                     | 20    | (en)   |
| 3 janvier      | Rouslan Khasboulatov             | Homme politique russe.                                                                                                  | 80    |        |
| 3 janvier      | Joseph Koo                       | Compositeur canadien d'origine hongkongaise.                                                                            | 91    |        |
| 3 janvier      | Abdelsalam Majali                | Homme politique jordanien.                                                                                              | 97    | (en)   |
| 3 janvier      | Alexeï Malachenko                | Politologue russe. | 71    | (ru)   |
| 3 janvier      | Mimosa                           | Prestidigitateur français.                                                                                              | 62    |        |
| 3 janvier      | Norbert Werbs                    | Prélat catholique allemand.                                                                                             | 82    | (en)   |
| 4 janvier      | Jean Bertho                      | Acteur français. | 94    |        |
| 4 janvier      | Michel Ferté                     | Pilote automobile français.                                                                                             | 64    |        |
| 4 janvier      | Norman Fruchter                  | Cinéaste américain. | 85    | (en)   |
| 4 janvier      | Renée Gailhoustet                | Architecte française.                                                                                                   | 93    |        |
| 4 janvier      | David Gold                       | Homme d'affaires britannique.                                                                                           | 86    |        |
| 4 janvier      | Kléber Haye                      | Homme politique français.                                                                                               | 85    |        |
| 4 janvier      | Elwood Hillis                    | Homme politique et avocat américain.                                                                                    | 96    | (en)   |
| 4 janvier      | Miiko Taka                       | Actrice américaine. | 97    | (en)   |
| 4 janvier      | Pierre Joassin                   | Réalisateur belge. | 74    |        |
| 4 janvier      | Marie Kovářová                   | Gymnaste tchécoslovaque, championne aux Jeux olympiques d'été de 1948.                                                  | 95    | (cs)   |
| 4 janvier      | Rosi Mittermaier                 | Skieuse alpine allemande, double championne et médaillée d'argent aux Jeux olympiques d'hiver de 1976.                  | 72    |        |
| 4 janvier      | Volodymyr Radtchenko             | Homme politique et militaire ukrainien.                                                                                 | 74    | (uk)   |
| 4 janvier      | Thomas Stonor                    | Pair et banquier britannique.                                                                                           | 82    | (en)   |
| 4 janvier      | Fay Weldon                       | Essayiste, romancière et écrivaine britannique.                                                                         | 91    | (en)   |
| 5 janvier      | Earl Boen                        | Acteur américain. | 81    | (en)   |
| 5 janvier      | Ernesto Castano                  | Footballeur international italien.                                                                                      | 83    | (it)   |
| 5 janvier      | Jean Clémentin                   | Journaliste et écrivain français.                                                                                       | 98    |        |
| 5 janvier      | Nate Colbert                     | Joueur professionnel de baseball américain.                                                                             | 76    | (en)   |
| 5 janvier      | Renate Garisch-Culmberger        | Athlète allemande, médaillée d'argent aux Jeux olympiques d'été de 1964.                                                | 83    | (de)   |
| 5 janvier      | Mike Hill                        | Monteur américain. | 73    | (en)   |
| 5 janvier      | Stojan Kočov                     | Historien, scientifique et éditeur yougoslave puis macédonien.                                                          | 92    | (uk)   |
| 5 janvier      | Christine Laurent                | Actrice, réalisatrice, scénariste, scénographe, metteuse en scène et costumière française.                              | 78    |        |
| 5 janvier      | Mondeño                          | Torero espagnol. | 88    | (es)   |
| 5 janvier      | Maurice Munter                   | Cycliste sur route français.                                                                                            | 87    |        |
| 5 janvier      | Mahir Muradov                    | Juge soviétique puis azéri.                                                                                             | 66    | (az)   |
| 5 janvier      | Ernesto Alfredo Piñón de la Cruz | Criminel mexicain. | 33    | (en)   |
| 5 janvier      | Michael Snow                     | Réalisateur, graveur et producteur de télévision canadien.                                                              | 94    |        |
| 6 janvier      | Omar Berdiýew                    | Footballeur international turkmène.                                                                                     | 43    | (ru)   |
| 6 janvier      | Apple Brook                      | Actrice britannique. | 91    | (en)   |
| 6 janvier      | Marc Kanyan Case                 | Footballeur puis homme politique français.                                                                              | 80    |        |
| 6 janvier      | Slaheddine Cherif                | Homme politique tunisien.                                                                                               | 85    |        |
| 6 janvier      | Jacques Grattarola               | Footballeur français.                                                                                                   | 92    |        |
| 6 janvier      | Ernst Grissemann                 | Animateur de radio autrichien.                                                                                          | 88    | (de)   |
| 6 janvier      | Mary Main                        | Psychologue américaine.                                                                                                 | 79/80 | (en)   |
| 6 janvier      | Carlos Monín                     | Joueur international puis entraîneur paraguayen de football.                                                            | 83    |        |
| 6 janvier      | Paula Quintana Meléndez          | Sociologue et femme politique chilienne.                                                                                | 57    | (es)   |
| 6 janvier      | Owen Roizman                     | Directeur de la photographie américain.                                                                                 | 86    | (en)   |
| 6 janvier      | Dick Savitt                      | Joueur américain de tennis.                                                                                             | 95    | (en)   |
| 6 janvier      | Gianluca Vialli                  | Footballeur international italien.                                                                                      | 58    |        |
| 7 janvier      | Russell Banks                    | Écrivain américain. | 82    |        |
| 7 janvier      | Miroslav Celler                  | Joueur de squash slovaque.                                                                                              | 31    | (sk)   |
| 7 janvier      | Djão                             | Footballeur international portugais.                                                                                    | 64    | (pt)   |
| 7 janvier      | Marcelle Engelen Faber           | Résistante française.                                                                                                   | 99    |        |
| 7 janvier      | Henri Heurtebise                 | Poète et éditeur français.                                                                                              | 86    |        |
| 7 janvier      | Yuri Manin                       | Mathématicien russe. | 85    | (en)   |
| 7 janvier      | Modeste M'Bami                   | Footballeur international camerounais, champion olympique en 2000.                                                      | 40    |        |
| 7 janvier      | Adam Rich                        | Acteur américain. | 54    | (en)   |
| 7 janvier      | Kenneth Scotland                 | Joueur britannique de rugby à XV.                                                                                       | 86    | (en)   |
| 8 janvier      | Gueorgui Chaïdouko               | Skipper russe, médaillé d'argent aux Jeux olympiques d'été de 1996.                                                     | 60    | (ru)   |
| 8 janvier      | Roberto Dinamite                 | Footballeur international brésilien.                                                                                    | 68    |        |
| 8 janvier      | Willem Doise                     | Psychologue social, enseignant universitaire et chercheur belge.                                                        | 88    |        |
| 8 janvier      | Michel Laurencin                 | Historien français. | 78    |        |
| 8 janvier      | Christiane Papon                 | Femme politique française.                                                                                              | 98    |        |
| 8 janvier      | Thérèse Rovelli                  | Écrivaine et édititrice franco-suisse.                                                                                  | 95    |        |
| 8 janvier      | Adriaan Vlok                     | Homme politique sud-africain.                                                                                           | 85    |        |
| 9 janvier      | Ernest Backes                    | Homme d'affaires allemand.                                                                                              | 76    |        |
| 9 janvier      | Hermann-Josef Blanke             | Juriste allemand. | 65    | (de)   |
| 9 janvier      | Max Chantal                      | Joueur français de rugby à XIII.                                                                                        | 64    |        |
| 9 janvier      | Jacques Clavé                    | Joueur de rugby à XV français.                                                                                          | 79    |        |
| 9 janvier      | Alain Da Costa                   | Entraîneur gabonais de football.                                                                                        | 87    |        |
| 9 janvier      | Melinda Dillon                   | Actrice américaine. | 83    | (en)   |
| 9 janvier      | David Duckham                    | Joueur britannique de rugby à XV.                                                                                       | 76    | (en)   |
| 9 janvier      | Adolfo Kaminsky                  | Photographe et résistant français.                                                                                      | 97    |        |
| 9 janvier      | Raymond Mertens                  | Joueur puis entraîneur belge de football.                                                                               | 89    |        |
| 9 janvier      | Ferenc Mészáros                  | Footballeur international hongrois.                                                                                     | 72    | (en)   |
| 9 janvier      | Lesego Motsumi                   | Femme politique botswanaise.                                                                                            | 58    | (en)   |
| 9 janvier      | Karl Alexander Müller            | Physicien suisse. | 95    | (de)   |
| 9 janvier      | Mikio Satō                       | Mathématicien japonais.                                                                                                 | 94    |        |
| 9 janvier      | Charles Simic                    | Poète, essayiste et traducteur américain.                                                                               | 84    | (en)   |
| 9 janvier      | George S. Zimbel                 | Photographe américain.                                                                                                  | 93    |        |
| 10 janvier     | Jeff Beck                        | Guitariste de rock britannique.                                                                                         | 78    |        |
| 10 janvier     | Hans Belting                     | Historien de l'art allemand.                                                                                            | 87    |        |
| 10 janvier     | Constantin II                    | Dernier roi des Hellènes (1964-1973), prétendant au trône de Grèce, champion aux Jeux olympiques d'été de 1960 (voile). | 82    |        |
| 10 janvier     | Henri Décamps                    | Biologiste français. | 87    |        |
| 10 janvier     | Pierre Dorsini                   | Joueur puis entraîneur français de football.                                                                            | 88    |        |
| 10 janvier     | José Evangelista                 | Compositeur et professeur de musique espagnol naturalisé canadien.                                                      | 79    | (es)   |
| 10 janvier     | Jean Gevenois                    | Homme politique belge.                                                                                                  | 71    |        |
| 10 janvier     | Jeffrey Hamilton                 | Skieur de vitesse américain.                                                                                            | 56    | (en)   |
| 10 janvier     | Traudl Hecher                    | Skieuse autrichienne, double médaillée de bronze olympique (1960, 1964).                                                | 79    | (de)   |
| 10 janvier     | He Ping                          | Réalisateur, scénariste et producteur chinois.                                                                          | 66    | (zh)   |
| 10 janvier     | Irénée Ier de Jérusalem          | Religieux orthodoxe grec, patriarche orthodoxe de Jérusalem                                                             | 83    | (en)   |
| 10 janvier     | Jean Leccia                      | Compositeur, arrangeur, pianiste et chef d'orchestre français.                                                          | 84    |        |
| 10 janvier     | Tyre Nichols                     | Homme noir américain, battu par cinq officiers noirs et mort 3 jours plus tard.                                         | 29    | (en)   |
| 10 janvier     | George Pell                      | Cardinal australien. | 81    | (en)   |
| 10 janvier     | François Roussely                | Haut fonctionnaire et magistrat français.                                                                               | 78    |        |
| 11 janvier     | Carole Cook                      | Actrice américaine. | 98    | (en)   |
| 11 janvier     | Günther Deschner                 | Historien et journaliste allemand.                                                                                      | 81    | (de)   |
| 11 janvier     | Piers Haggard                    | Réalisateur britannique.                                                                                                | 83    | (en)   |
| 11 janvier     | Harriet Hall                     | Officier et médecin américain.                                                                                          | 77    | (en)   |
| 11 janvier     | Hussein Husseini                 | Homme politique libanais.                                                                                               | 85    |        |
| 11 janvier     | Jean Kaczmarek                   | Joueur de rugby à XV et de rugby à XIII français.                                                                       | 85    |        |
| 11 janvier     | Charles Kimbrough                | Acteur américain. | 86    | (en)   |
| 11 janvier     | Doming Lam                       | Compositeur et chef d'orchestre macanais.                                                                               | 96    | (en)   |
| 11 janvier     | Tatjana Patitz                   | Mannequin et actrice allemande.                                                                                         | 56    | (de)   |
| 11 janvier     | Mourtaza Rakhimov                | Homme politique russe.                                                                                                  | 88    | (ru)   |
| 11 janvier     | Christian Sauvé                  | Artiste peintre français.                                                                                               | 79    |        |
| 11 janvier     | Kamel Tahir                      | Footballeur international algérien.                                                                                     | 78    |        |
| 11 janvier     | Yukihiro Takahashi               | Auteur-compositeur-interprète, batteur, réalisateur, modéliste, écrivain et acteur japonais.                            | 70    | (ja)   |
| 11 janvier     | Charles White                    | Joueur américain de football américain.                                                                                 | 64    | (en)   |
| 12 janvier     | Robbie Bachman                   | Batteur canadien. | 69    |        |
| 12 janvier     | Gerrie Coetzee                   | Boxeur sud-africain. | 67    | (en)   |
| 12 janvier     | Jean-Paul Depretto               | Historien français. | 70    |        |
| 12 janvier     | Henri De Wolf                    | Coureur cycliste belge.                                                                                                 | 86    | (nl)   |
| 12 janvier     | Vittorio Garatti                 | Architecte italien. | 95    | (en)   |
| 12 janvier     | Frene Ginwala                    | Femme politique sud-africaine.                                                                                          | 90    | (en)   |
| 12 janvier     | Paul Johnson                     | Historien et journaliste britannique.                                                                                   | 94    | (en)   |
| 12 janvier     | Otohiko Kaga                     | Écrivain japonais. | 93    |        |
| 12 janvier     | Jean Laurent                     | Banquier français. | 78    |        |
| 12 janvier     | Valentina Loutaïeva              | Handballeuse soviétique, championne aux Jeux olympiques d'été de 1980.                                                  | 66    | (uk)   |
| 12 janvier     | Lisa Marie Presley               | Auteure-compositrice-interprète américaine.                                                                             | 54    |        |
| 12 janvier     | Daniel Richard                   | Entrepreneur français.                                                                                                  | 78    |        |
| 12 janvier     | Sharad Yadav                     | Homme politique indien.                                                                                                 | 75    | (en)   |
| 13 janvier     | Madeleine Attal                  | Actrice et metteuse en scène française.                                                                                 | 101   |        |
| 13 janvier     | Ray Cordeiro                     | Animateur radio et acteur chinois.                                                                                      | 98    | (en)   |
| 13 janvier     | Jimmy Glasberg                   | Directeur de la photographie français.                                                                                  | 82    |        |
| 13 janvier     | Robbie Knievel                   | Motocycliste et cascadeur américain.                                                                                    | 60    |        |
| 13 janvier     | Klas Lestander                   | Biathlète suédois, champion aux Jeux olympiques d'hiver de 1960.                                                        | 91    | (se)   |
| 13 janvier     | Fañch Peru                       | Écrivain français. | 82    |        |
| 13 janvier     | Julian Sands                     | Acteur britannico-américain.                                                                                            | 65    |        |
| 13 janvier     | Huey « Piano » Smith             | Pianiste américain. | 88    | (en)   |
| 14 janvier     | Alireza Akbari                   | Homme politique iranien.                                                                                                | 61    |        |
| 14 janvier     | Gianfranco Baruchello            | Peintre, poète et cinéaste italien.                                                                                     | 98    | (it)   |
| 14 janvier     | Matthias Carras                  | Chanteur allemand. | 58    | (de)   |
| 14 janvier     | Detlef Engel                     | Chanteur allemand. | 83    | (de)   |
| 14 janvier     | David Onley                      | Journaliste et homme politique canadien.                                                                                | 72    | (en)   |
| 14 janvier     | Hermann Alexander Schlögl        | Acteur et égyptologue allemand.                                                                                         | 90    | (de)   |
| 14 janvier     | Inna Tchourikova                 | Actrice soviétique et russe.                                                                                            | 79    | (en)   |
| 14 janvier     | Brian Tufano                     | Directeur de la photographie britannique.                                                                               | 83    | (en)   |
| 14 janvier     | Miyuki Ueta                      | Tueuse en série japonaise.                                                                                              | 49    | (ja)   |
| 14 janvier     | Lieuwe Westra                    | Coureur cycliste néerlandais.                                                                                           | 40    |        |
| 15 janvier     | Shaye Al-Nafisah                 | Footballeur international saoudien.                                                                                     | 60    | (ar)   |
| 15 janvier     | Alexis Arette                    | Agriculteur, écrivain, homme politique et poète français.                                                               | 95    |        |
| 15 janvier     | Jane Cederqvist                  | Nageuse suédoise, médaillée d'argent aux Jeux olympiques d'été de 1960.                                                 | 77    | (se)   |
| 15 janvier     | Noël Coulet                      | Historien médiéviste, universitaire français.                                                                           | 90    |        |
| 15 janvier     | Jean Dif                         | Poète français. | 88    |        |
| 15 janvier     | Bruce Gowers                     | Réalisateur américain d'origine écossaise.                                                                              | 82    | (en)   |
| 15 janvier     | Gabriel Jan                      | Écrivain de science-fiction, fantastique et de roman policier français.                                                 | 76    |        |
| 15 janvier     | Vakhtang Kikabidze               | Acteur, chanteur et réalisateur soviétique puis géorgien.                                                               | 84    | (en)   |
| 15 janvier     | Mursal Nabizada                  | Femme politique, Historien, médiéviste et universitaire afghane.                                                        | ?     | (en)   |
| 15 janvier     | Gino Odjick                      | Joueur canadien de hockey sur glace.                                                                                    | 52    |        |
| 15 janvier     | Rouslan Otvertchenko             | Joueur de basket-ball ukrainien.                                                                                        | 33    | (uk)   |
| 15 janvier     | Bernard Ravenel                  | Historien et militant politique français.                                                                               | 86    |        |
| 15 janvier     | Gáspár Miklós Tamás              | Philosophe politique, journaliste et écrivain hongrois.                                                                 | 74    | (hu)   |
| 15 janvier     | Piet van Heusden                 | Coureur cycliste néerlandais.                                                                                           | 93    | (nl)   |
| 15 janvier     | Yoshimitsu Yamada                | Professeur d'aïkido japonais.                                                                                           | 84    | (en)   |
| 16 janvier     | Paul Akoto Yao                   | Écrivain et homme politique ivoirien.                                                                                   | 84    |        |
| 16 janvier     | Mousse Boulanger                 | Journaliste, productrice de radio, comédienne, écrivaine et poète suisse.                                               | 96    |        |
| 16 janvier     | Vladas Česiūnas                  | Céiste soviétique, champion aux Jeux olympiques d'été de 1972.                                                          | 82    | (lt)   |
| 16 janvier     | Jean-Claude Coquet               | Linguiste et sémioticien français.                                                                                      | 94    |        |
| 16 janvier     | Pierre Danos                     | Joueur français de rugby à XV.                                                                                          | 93    |        |
| 16 janvier     | Alan Glass                       | Artiste québécois. | 90    |        |
| 16 janvier     | Humphry Knipe                    | Sociologue, scénariste et écrivain américano-sud-africain.                                                              | 81    | (en)   |
| 16 janvier     | Gina Lollobrigida                | Actrice et photographe italienne.                                                                                       | 95    |        |
| 16 janvier     | Jean-Claude Marty                | Joueur français de rugby à XIII.                                                                                        | 79    |        |
| 16 janvier     | Lupe Serrano                     | Danseuse chilienne. | 92    | (en)   |
| 16 janvier     | Jean-Pierre Swings               | Astronome belge. | 79    |        |
| 16 janvier     | Mansour el-Issaoui               | Homme politique égyptien.                                                                                               | 85    | (en)   |
| 16 janvier     | Myrtle Witbooi                   | Syndicaliste sud-africaine.                                                                                             | 75    | (en)   |
| 17 janvier     | Sœur André                       | Religieuse, supercentenaire française.                                                                                  | 118   |        |
| 17 janvier     | Jay Briscoe                      | Catcheur américain. | 38    | (en)   |
| 17 janvier     | Teodor Corban                    | Acteur roumain. | 65    | (ro)   |
| 17 janvier     | Manana Doijachvili               | Pianiste soviétique puis géorgienne.                                                                                    | 75    | (ka)   |
| 17 janvier     | Chris Ford                       | Joueur et entraineur de basket-ball américain.                                                                          | 74    |        |
| 17 janvier     | Mireille Helffer                 | Ethnomusicologue française .                                                                                            | 95    |        |
| 17 janvier     | Jean-Claude Lemagny              | Conservateur des bibliothèques et historien de la photographie français .                                               | 91    |        |
| 17 janvier     | Richard Oesterreicher            | Chef d'orchestre et musicien de jazz autrichien.                                                                        | 90    | (de)   |
| 17 janvier     | Martinez Zogo                    | Journaliste et animateur radio camerounais.                                                                             | 50    |        |
| 17 janvier     | Edward R. Pressman               | Producteur de cinéma américain.                                                                                         | 79    | (en)   |
| 17 janvier     | Jonathan Raban                   | Écrivain britannique.                                                                                                   | 80    | (en)   |
| 17 janvier     | Stanislav Tereba                 | Photographe tchèque. | 85    | (cs)   |
| 17 janvier     | Ferenc Varga                     | Kayakiste hongrois, médaillé de bronze aux Jeux olympiques d'été de 1952.                                               | 97    | (hu)   |
| 18 janvier     | Dieudonné Alaka                  | Réalisateur, producteur et universitaire camerounais.                                                                   | 35    |        |
| 18 janvier     | Donn Cambern                     | Monteur et producteur américain.                                                                                        | 93    | (en)   |
| 18 janvier     | Jacques Jarry                    | Linguiste et archéologue français                                                                                       | 93    |        |
| 18 janvier     | Denys Monastyrsky                | Homme politique ukrainien, ministre de l'Intérieur                                                                      | 42    |        |
| 18 janvier     | André Picot                      | Chimiste français. | 85    |        |
| 18 janvier     | Paul Vecchiali                   | Réalisateur, producteur de cinéma et écrivain français.                                                                 | 92    |        |
| 18 janvier     | Anton Walkes                     | Footballeur britannique                                                                                                 | 25    | (en)   |
| 18 janvier     | Marcel Zanini                    | Musicien de jazz français.                                                                                              | 99    |        |
| 18 janvier     | Hakim Zaripov                    | Acteur, pédagogue, dresseur et artiste de cirque soviétique puis ouzbèk.                                                | 98    | (uz)   |
| 19 janvier     | Andi Rasdiyanah Amir             | Érudite musulmane indonésienne.                                                                                         | 87    | (id)   |
| 19 janvier     | Gilles Beyer                     | Patineur artistique et entraîneur français.                                                                             | 66    |        |
| 19 janvier     | David Crosby                     | Chanteur, arrangeur vocal, guitariste et compositeur américain.                                                         | 81    |        |
| 19 janvier     | Claude Guillon                   | Écrivain et philosophe français.                                                                                        | 70    |        |
| 19 janvier     | Yun Jung-hee                     | Actrice coréenne. | 78    | (ko)   |
| 19 janvier     | Jean-Claude Lemagny              | Conservateur des bibliothèques et historien de la photographie français.                                                | 91    |        |
| 19 janvier     | Sumitra Peries                   | Cinéaste srilankaise.                                                                                                   | 87    | (en)   |
| 19 janvier     | Norbert Sattler                  | Kayakiste autrichien, médaillé d'argent aux Jeux olympiques d'été de 1972.                                              | 71    | (de)   |
| 20 janvier     | Stella Chiweshe                  | Musicienne zimbabwéenne.                                                                                                | 76    | (en)   |
| 20 janvier     | Loïc Guguen                      | Baryton français |       |        |
| 20 janvier     | Celeste McCollough               | Psychologue américaine.                                                                                                 | 96    | (en)   |
| 21 janvier     | Georges Banu                     | Homme de théâtre français d'origine roumaine.                                                                           | 79    |        |
| 21 janvier     | B.G., the Prince of Rap          | Rappeur américain. | 57    | (de)   |
| 21 janvier     | Ritt Bjerregaard                 | Femme politique danoise.                                                                                                | 81    | (da)   |
| 21 janvier     | Gabriel Dodo Ndoke               | Haut-fonctionnaire et homme politique camerounais.                                                                      | 51    |        |
| 21 janvier     | Claude Génisson                  | Peintre hyperréaliste français.                                                                                         | 95    |        |
| 21 janvier     | Linda Kasabian                   | Membre de « la famille » de Charles Manson américaine.                                                                  | 73    | (en)   |
| 21 janvier     | René Laurin                      | Homme politique ⁣⁣canadien.                                                                                               | 82    |        |
| 21 janvier     | Marek Plura                      | Homme politique ⁣⁣polonais⁣⁣.                                                                                               | 52    | (pl)   |
| 21 janvier     | Pino Roveredo                    | Dramaturge et écrivain italien.                                                                                         | 68    | (it)   |
| 21 janvier     | Friedrich Weissensteiner         | Historien autrichien.                                                                                                   | 95    | (de)   |
| 22 janvier     | Sabir Ali                        | Athlète d'épreuves combinées indien.                                                                                    | 67    | (en)   |
| 22 janvier     | Easley Blackwood                 | Compositeur et pianiste américain.                                                                                      | 89    | (en)   |
| 22 janvier     | Gabriela Dauerer                 | Peintre allemande. | 64    | (de)   |
| 22 janvier     | Darío Jara Saguier               | Footballeur international et entraîneur paraguayen.                                                                     | 92    | (es)   |
| 22 janvier     | Octaviano Juarez-Corro           | Meurtrier américano-mexicain.                                                                                           | 49    | (en)   |
| 22 janvier     | Masaru Konuma                    | Réalisateur japonais.                                                                                                   | 85    | (ja)   |
| 22 janvier     | Robert Rippe                     | Cycliste sur route français.                                                                                            | 94    |        |
| 22 janvier     | Hossein Shahabi                  | Réalisateur, producteur et scénariste iranien.                                                                          | 55    | (fa)   |
| 22 janvier     | Bernd Uhl                        | Prélat catholique allemand.                                                                                             | 76    | (de)   |
| 22 janvier     | Agustí Villaronga                | Réalisateur espagnol.                                                                                                   | 69    | (es)   |
| 23 janvier     | Álvaro Colom                     | Homme d'État guatémaltèque.                                                                                             | 71    | (es)   |
| 23 janvier     | Gianfranco Goberti               | Peintre italien. | 83    | (it)   |
| 23 janvier     | Rainer Greschik                  | Architecte allemand. | 79    | (de)   |
| 23 janvier     | Pamela Kirkham                   | Femme politique ⁣⁣britannique.                                                                                            | 93    | (en)   |
| 23 janvier     | Serge Laget                      | Auteur de jeux de société français.                                                                                     | ?     |        |
| 23 janvier     | William Lawvere                  | Mathématicien américain.                                                                                                | 85    | (en)   |
| 23 janvier     | Eugenio Martín                   | Réalisateur et scénariste espagnol.                                                                                     | 97    | (es)   |
| 23 janvier     | Maté Rabinovsky                  | Réalisateur français.                                                                                                   | 89    |        |
| 23 janvier     | Sami Sharaf                      | Ministre égyptien. | 93    | (en)   |
| 23 janvier     | Carol Sloane                     | Chanteuse de jazz américaine.                                                                                           | 85    | (en)   |
| 23 janvier     | Anthony « Top » Topham           | Guitariste britannique.                                                                                                 | 75    | (en)   |
| 23 janvier     | Roland Weller                    | Entrepreneur français et dirigeant du Racing Club de Strasbourg.                                                        | 84    |        |
| 24 janvier     | Balkrishna Vithaldas Doshi       | Architecte indien. | 95    | (en)   |
| 24 janvier     | Christelle Doumergue             | Joueuse de basket-ball française.                                                                                       | 59    |        |
| 24 janvier     | Mounir Jelili                    | Handballeur tunisien.                                                                                                   | 73    |        |
| 25 janvier     | Taijirō Amazawa                  | Poète et traducteur japonais.                                                                                           | 86    | (ja)   |
| 25 janvier     | Anne Denieul-Cormier             | Archiviste et historienne française.                                                                                    | 94    |        |
| 25 janvier     | Maria Deroche                    | Architecte française.                                                                                                   | 84    |        |
| 25 janvier     | Norman Dilworth                  | Sculpteur, dessinateur, artiste d'installations et créateur de bijoux britannique.                                      | 92    |        |
| 25 janvier     | Anselme Enerunga                 | Homme politique ⁣⁣congolais.                                                                                              | 55    |        |
| 25 janvier     | Roger Louret                     | Acteur, auteur de théâtre et metteur en scène français.                                                                 | 72    |        |
| 25 janvier     | Beate Schnitter                  | Architecte suisse. | 93    |        |
| 25 janvier     | Pierre Verdet                    | Journaliste et écrivain français.                                                                                       | 72    |        |
| 25 janvier     | Cindy Williams                   | Actrice américaine. | 75    | (en)   |
| 26 janvier     | Fiona Graham                     | Geisha australienne et japonaise.                                                                                       | 61    | (en)   |
| 26 janvier     | Nicholas Kepros                  | Acteur américain. | 90    | (en)   |
| 26 janvier     | Édouard Lobaw                    | Activiste biélorusse.                                                                                                   | 34    |        |
| 26 janvier     | Jean-Luc Perret                  | Herpétologue et entomologiste suisse                                                                                    | 97    |        |
| 26 janvier     | Edgar Schein                     | Sociologue américain.                                                                                                   | 94    | (en)   |
| 27 janvier     | Alberto Almanza                  | Joueur de basket-ball mexicain.                                                                                         | 83    | (en)   |
| 27 janvier     | Gérard Caillaud                  | Comédien et metteur en scène français.                                                                                  | 76    |        |
| 27 janvier     | Robert Dalva                     | Réalisateur, monteur et directeur de la photographie américain.                                                         | 80    | (en)   |
| 27 janvier     | Bertrand Girod de l'Ain          | Journaliste français.                                                                                                   | 98    |        |
| 27 janvier     | Gregory Allen Howard             | Scénariste américain.                                                                                                   | 70    | (en)   |
| 27 janvier     | Mikhaïl Moustyguine              | Joueur de football russe.                                                                                               | 85    | (ru)   |
| 27 janvier     | Michiko Nagai                    | Écrivaine japonaise. | 97    | (ja)   |
| 27 janvier     | Ghislaine Pierie                 | Actrice néerlandaise.                                                                                                   | 53    | (nl)   |
| 27 janvier     | Jaroslav Šedivý                  | Ambassadeur et homme politique tchèque.                                                                                 | 93    | (en)   |
| 27 janvier     | Sylvia Syms                      | Actrice britannique. | 89    | (en)   |
| 27 janvier     | Maurice Wantellet                | Historien de l'art, écrivain et collectionneur d'œuvres d'art français.                                                 | 96    |        |
| 27 janvier     | Yang Yi                          | Traductrice chinoise.                                                                                                   | 103   | (en)   |
| 28 janvier     | François Bergot                  | Conservateur de musée français.                                                                                         | 91    |        |
| 28 janvier     | Jacques Bloch                    | Résistant français. | 98    |        |
| 28 janvier     | Odd Børre                        | Chanteur norvégien. | 83    | (no)   |
| 28 janvier     | Krister Kristensson              | Joueur de football international suédois .                                                                              | 80    | (sv)   |
| 28 janvier     | Eva Kushner                      | Professeure canadienne de littérature française et de littérature comparée.                                             | 93    |        |
| 28 janvier     | Viola Léger                      | Comédienne et sénatrice canadienne.                                                                                     | 92    |        |
| 28 janvier     | Lisa Loring                      | Actrice et scénariste américaine.                                                                                       | 64    | (en)   |
| 28 janvier     | Adama Niane                      | Acteur français. | 56    |        |
| 28 janvier     | Barrett Strong                   | Chanteur américain. | 81    | (en)   |
| 28 janvier     | Carlo Tavecchio                  | Homme politique, directeur sportif et administrateur italien.                                                           | 79    | (it)   |
| 28 janvier     | Tom Verlaine                     | Chanteur et guitariste américain                                                                                        | 73    |        |
| 29 janvier     | Hazel McCallion                  | Femme politique canadienne.                                                                                             | 101   | (en)   |
| 29 janvier     | Simon Ifèdé Ogouma               | Homme politique béninois.                                                                                               | 89    |        |
| 29 janvier     | Dmytro Pavlytchko                | Poète, traducteur, culturologue et homme politique ukrainien.                                                           | 93    | (uk)   |
| 29 janvier     | Roger Schank                     | Scientifique américain.                                                                                                 | 76    | (en)   |
| 29 janvier     | Will Steffen                     | Chimiste américain. | 75    | (en)   |
| 29 janvier     | Gabriel Tacchino                 | Pianiste français. | 88    |        |
| 29 janvier     | Annie Wersching                  | Actrice américaine. | 45    | (en)   |
| 30 janvier     | Viktor Ageyev                    | Joueur de water polo soviétique, multiple médaillé olympique (1956, 1960, 1964).                                        | 86    | (ru)   |
| 30 janvier     | Marie Brossy-Patin               | Magistrate française.                                                                                                   | 74    |        |
| 30 janvier     | Ryszard Gryglewski               | Médecin polonais. | 90    | (pl)   |
| 30 janvier     | Robert Hull                      | Joueur de hockey sur glace canadien.                                                                                    | 84    | (en)   |
| 30 janvier     | Charly Loubet                    | Footballeur international français.                                                                                     | 77    |        |
| 30 janvier     | Ann McLaughlin Korologos         | Femme politique américaine.                                                                                             | 81    | (en)   |
| 30 janvier     | Evgueni Moguilevski              | Pianiste russe. | 77    |        |
| 30 janvier     | Gerald Mortag                    | Cycliste allemand, médaillé d'argent aux Jeux olympiques d'été de 1980.                                                 | 64    | (de)   |
| 30 janvier     | Linda Pastan                     | Poétesse américaine. | 90    | (en)   |
| 31 janvier     | Louis-Charles Bary               | Industriel et homme politique français.                                                                                 | 96    |        |
| 31 janvier     | David Durenberger                | Homme politique américain.                                                                                              | 88    | (en)   |
| 31 janvier     | Mustapha Faris                   | Homme d'état et banquier marocain.                                                                                      | 89    |        |
| 31 janvier     | Général Transporter              | Chef rebelle séparatiste camerounais.                                                                                   | ?     |        |
| 31 janvier     | Jan Kudra                        | Coureur cycliste polonais.                                                                                              | 85    | (pl)   |
| 31 janvier     | Anna Czerwińska                  | Alpiniste polonaise. | 73    | (pl)   |
| 31 janvier     | Nicole Lattès                    | Éditrice française. | 84    |        |
| 31 janvier     | Henrik Nordbrandt                | Écrivain et poète danois.                                                                                               | 77    | (da)   |
| 31 janvier     | Edmond Roudnitska                | Athlète de haies français.                                                                                              | 91    |        |
| 31 janvier     | Jean-François Sabouret           | Sociologue et japonologue français.                                                                                     | 76    |        |
| 31 janvier     | Barbara Scofield                 | Joueuse de tennis américaine.                                                                                           | 96    | (en)   |
| Non déterminée | Jim Bradbury                     | Historien britannique.                                                                                                  | 85    | (en)   |
| Non déterminée | Poni Kapaga                      | Homme politique niuéen.                                                                                                 | 76/77 | (en)   |
| Non déterminée | Reino Nyyssönen                  | Joueur de tennis finlandais.                                                                                            | 87    | (fi)   |